# تامبلینگ شولز، آرکانزاس
تامبلینگ شولز (به انگلیسی: Tumbling Shoals) یک منطقهٔ مسکونی در ایالات متحده آمریکا است که در شهرستان کلیبرن، آرکانزاس واقع شده‌است. تامبلینگ شولز ۲۵٫۳۶ کیلومتر مربع مساحت و ۴۴۸ نفر جمعیت دارد و ۲۲۰٫۰۷ متر بالاتر از سطح دریا واقع شده‌است.